# Johann Friedrich Fasch

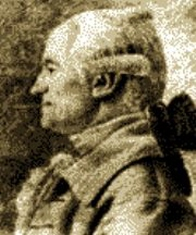
Johann Friedrich Fasch.

Johann Friedrich Fasch, född den 15 april 1688 i Buttelstedt, död den 5 december 1758 i Zerbst, var en tysk violinist och kompositör. Han var far till Carl Friedrich Fasch som även han var en musiker av stor betydelse. Sedan 1983 har staden Zerbst den årliga Faschfestivalen där man hedrar hans minne.
Fasch var korgosse i Weissenfels och studerade för Johann Kuhnau vid den berömda Thomasskolan i Leipzig och grundade senare Collegium Musicum i denna stad. Han reste då över hela Tyskland och blev violinist i orkestern i Bayreuth. År 1722 utsågs han till kapellmästare i Zerbst, en post han innehade fram till sin död. Fasch var en mästare i den mångstämmiga satsen, och hans mest berömda arbete är en sextonstämmig mässa.
Hans verk omfattar kantater, konserter, symfonier och kammarmusik. Inget av hans verk trycktes under hans livstid, och ett stort antal av hans vokala verk, däribland fyra operor, har gått förlorade. Han var högt ansedd bland sina samtida (Johann Sebastian Bach har gjort manuskriptexemplar av ett antal av hans stycken) och han betraktas idag som en viktig länk mellan barocken och den klassiska eran.

## Verkförteckning
Denna lista är baserad på Rüdiger Pfeiffers nu förlegade Fasch Werke Verzeichnis. Internationalen Fasch Gesellschaft eV har arbetat med en ny Fasch-Verzeichnis under flera år, men har ännu inte färdigställt den (från 2008).
Operor

Fwv A \ Operor (försvunnen)
Serenatas

Fwv B: 1 \ Serenata (försvunnen)

Fwv B: 2 \ Serenata (försvunnen)

Fwv B: 3 \ Freudenbezeugung der vier Tageszeiten, autograph score at D-DS

Fwv B: 4 \ Beglückter Tag (för the birthday of Catherine the Great, 1757), autograph score i the Sing-Akademie Berlin archive, D-B; performed at 10th Fasch-Festtage on 10 April 2008
Kantater för vissa tillfällen

Fwv C:B 1 \ Beständigkeit bleibt mein Vergnügen
Kantater

Fwv D:B 1 \ Bewahre deinen Fuss

Fwv D:D 1 \ Dein allerhöchster Adel

Fwv D:D 2 \ Der Gottlose ist wie ein Wetter

Fwv D:D 3 \ Die den Herrn vertrauen

Fwv D:D 4 \ Die Gerechten müssen sich freuen

Fwv D:D 5 \ Die so das Land des Lichts bewohnen

Fwv D:D 6 \ Die Starken bedürfen des Arztes nicht

Fwv D:D 7 \ Die Starken bedürfen des Arztes nicht

Fwv D:D 8 \ Du bist Christus, des lebendigen Gottes Sohn

Fwv D:D 9 \ Du bist mein Gott, ich bitte dich

Fwv D:D10 \ Du sollst Gott, deinen Herrn, lieben

Fwv D:E 1 \ Ehre sei Gott i der Höhe

Fwv D:E 2 \ Er hat grosse Dinge an mir getan

Fwv D:E 3 \ Es erhub sich ein Streit

Fwv D:E 4 \ Es haben dir, Herr, die Hoffärtigen

Fwv D:E 5 \ Es wird des Herrn Tag kommen

Fwv D:E 6 \ Es wird ein unbarmherzig Gericht

Fwv D:G 1 \ Gehet zu seinen Toren ein

Fwv D:G 2 \ Gelobet sei der Herr täglich

Fwv D:G 3 \ Gottes und Marien Kind

Fwv D:G 4 \ Gott hat die Zeit der Unwissenheit übersehen

Fwv D:G 5 \ Gott ist die Liebe

Fwv D:G 6 \ Gott ist die Liebe

Fwv D:G 7 \ Gott ist ein rechter Richter

Fwv D:G 8 \ Gott will, dass allen Menschen

Fwv D:G 9 \ Gott wir warten deiner Güte

Fwv D:G10 \ Gott wir warten deiner Güte

Fwv D:H 1 \ Herr, gehe nicht ins Gericht

Fwv D:H 2 \ Herr, lehre uns bedenken

Fwv D:H 3 \ Herr, wenn Trübsal da ist

Fwv D:I 1 \ Ich bin der Weg

Fwv D:I 2 \ Ich danke dem Herrn von ganzem Herzen

Fwv D:I 3 \ Ich freue mich im Herrn

Fwv D:I 4 \ Ich halte mich, Herr, zu deinen Altar

Fwv D:I 5 \ Ich hebe meine Augen auf

Fwv D:I 6 \ Ich hoffe darauf, dass du so gnädig bist

Fwv D:I 7 \ Ich war tot, und siehe, ich bin lebendig

Fwv D:I 8 \ I der Welt habt ihr Angst

Fwv D:J 1 \ Jauchzet dem Herrn alle Welt; Edition 2008 Gottfried Gille för Prima la musica!

Fwv D:K 1 \ Kommet her zu mir alle

Fwv D:K 2 \ Kündlich gross ist das gottselige Geheimnis

Fwv D:L 1 \ Leben wir, so leben wir dem Herrn

Fwv D:L 2 \ Lobe den Herrn, meine Seele

Fwv D:L 3 \ Lobe den Herrn, meine Seele

Fwv D:M 1 \ Mein Seel erhebt den Herren mein

Fwv D:N 1 \ Niemand kennet den Sohn

Fwv D:N 2 \ Niemand kennet den Sohn

Fwv D:R 1 \ Rast und tobt, ihr stolzen Feinde

Fwv D:S 1 \ Sage mir an, du , den meine Seele liebet

Fwv D:S 2 \ Sanftes Brausen, süsses Sausen; Edition 2008 Gottfried Gille för Prima la musica!

Fwv D:S 3 \ Seid untereinander freundlich, herzlich

Fwv D:S 4 \ Sei getreu bis i den Tod

Fwv D:S 5 \ Selig sind, die nicht sehen und doch gläuben

Fwv D:S 6 \ Siehe um Trost war mir sehr bange

Fwv D:S 7 \ Siehe zu, dass deine Gottesfurcht nicht

Fwv D:T 1 \ Trachtet am ersten nach dem Reiche Gottes

Fwv D:U 1 \ Unser Wandel ist im Himmel

Fwv D:W 1 \ Wachet und betet, das ihr nicht i Anfechtung

Fwv D:W 2 \ Welt und Teufel, tobt ihr noch

Fwv D:W 3 \ Welt, du magst mich immer hassen (fragment)

Fwv D:W 4 \ Wer sich selbst erhöhet

Fwv D:W 5 \ Wie Gott liebt und vergibt

Fwv D:W 6 \ Will mir jemand nachfolgen

Fwv D:W 7 \ Wirf dein Anliegen auf den Herrn

Fwv D:W 8 \ Wir müssen alle offenbar werden

Fwv D:W 9 \ Wir wissen, dass der Sohn Gottes

Fwv D:Z 1 \ Zion mach i deinen Toren

Fwv D:Z 2 \ Zur Mitternacht war ein Geschrei (fragment)
Motetter

Fwv E:B 1 \ Beschliesset einen Rat
Passion oratorier

Fwv F: 1 \ Brockes Passion
Mässor

Fwv G:B 1 \ Missa brevis i B dur

Fwv G:D 1 \ Mässa i D dur

Fwv G:D 2 \ Mässa i D dur

Fwv G:D 3 \ Missa brevis i D dur

Fwv G:D 4 \ Missa brevis i D dur

Fwv G:D 5 \ Missa brevis i D dur

Fwv G:D 6 \ Credo i D dur

Fwv G:D 7 \ Credo i D dur

Fwv G:e 1 \ German Mässa i E moll

Fwv G:F 1 \ Mässa i F dur

Fwv G:F 2 \ Missa brevis i F dur

Fwv G:F 3 \ Quoniam i F dur

Fwv G:g 1 \ Missa brevis i G moll
Sånger

Fwv H:G 1 \ Magnificat i G dur
Psalmer

Fwv I:B 1 \ Beatus vir i G dur

Fwv I:C 1 \ Confiteor i D dur

Fwv I:D 1 \ Dixit Dominus i G dur

Fwv I:L 1 \ Laetatus sum i Fiss moll

Fwv I:L 2 \ Lauda Jerusalem i D dur

Fwv I:L 3 \ Laudate Pueri Dominum i A dur

Fwv I:N 1 \ Nisi Dominus i D dur
Orkestrala sviter

Fwv K:a 1 \ Svit för 2 flöjter, 2 oboer & fagott i A moll

Fwv K:A 1 \ Svit för violin, 2 oboer & 2 fagotter i A dur

Fwv K:A 2 \ Svit för 2 flöjter, 2 oboer & fagott i A dur

Fwv K:a 2 \ Svit för 2 oboer & 2 fagotter i A moll

Fwv K:a 3 \ Svit för 2 oboer & 2 fagotter i A moll

Fwv K:A 3 \ Svit för 2 oboer & fagott i A dur

Fwv K:a 4 \ Svit för 2 oboer & fagott i A moll

Fwv K:B 1 \ Svit för 2 orkestrar (3 flöjter, 3 oboer, 2 fagotter, stråkar och generalbas i varje orkester)

Fwv K:B 2 \ Svit för 2 flöjter, 2 oboer & fagott i B dur

Fwv K:B 3 \ Svit för 2 flöjter, 2 oboer & fagott i B dur

Fwv K:B 4 \ Svit för 2 flöjter, 2 oboer & fagott i B dur

Fwv K:B 5 \ Svit för 2 oboer & fagott i B dur

Fwv K:B 6 \ Svit för 2 oboer & fagott i B dur

Fwv K:B 7 \ Svit för 2 oboer & fagott i B dur

Fwv K:B 8 \ Svit för 2 oboer & fagott i B dur

Fwv K:B 9 \ Svit för 2 oboer & fagott i B dur

Fwv K:B10 \ Svit för 2 oboer & fagott i B dur

Fwv K:C 1 \ Svit för 2 oboer & 2 fagotter i C dur * Modern edition: Hans-Heinrich Kriegel; Bochum: 1998

Fwv K:C 2 \ Svit i C dur (försvunnen)

Fwv K:C 3 \ Svit för 2 oboer & fagott i C dur (försvunnen)

Fwv K:D 1 \ Svit för 3 trumpeter & blåsare i D dur

Fwv K:d 1 \ Svit i D moll (försvunnen)

Fwv K:d 2 \ Svit för 3 flöjter, 3 oboer & fagott i D moll

Fwv K:D 2 \ Svit för 3 trumpeter & blåsare i D dur

Fwv K:D 3 \ Svit för 2 trumpeter i D dur

Fwv K:D 3 \ Svit för 2 trumpeter, 3 oboer & fagott i D dur

Fwv K:d 3 \ Svit för chalumeau, 2 oboer & fagott i D moll

Fwv K:d 4 \ Svit för 2 oboer & fagott i D moll

Fwv K:D 4 \ Svit för 2 trumpeter, 2 oboer & fagott i D dur

Fwv K:d 5 \ Svit för 2 oboer & fagott i D moll

Fwv K:D 5 \ Svit för 3 horn, 3 oboer & 2 fagotter i D dur

Fwv K:d 6 \ Svit för 2 oboer & fagott i D moll

Fwv K:D 6 \ Svit för blåsarseptett i D dur

Fwv K:D 7 \ Svit för blåsarseptett i D dur

Fwv K:D 8 \ Svit för blåsarseptett i D dur

Fwv K:D 9 \ Svit för blåsarseptett i D dur

Fwv K:D10 \ Svit för blåsarseptett i D dur

Fwv K:D11 \ Svit i D dur (försvunnen)

Fwv K:D12 \ Svit för 2 horn, 2 oboer & fagott i D dur

Fwv K:D13 \ Svit för 2 horn, 2 oboer & fagott i D dur

Fwv K:D14 \ Svit för 2 horn, 2 oboer & fagott i D dur * Modern edition i preparation by Kim Patrick Clow för Prima la musica!

Fwv K:D15 \ Svit för 2 horn, 2 oboer & fagott i D dur

Fwv K:D16 \ Svit för 2 flöjter, 2 oboer & fagott i D dur

Fwv K:D17 \ Svit för 2 flöjter, 2 oboer & fagott i D dur

Fwv K:D18 \ Svit för 2 flöjter, 2 oboer & fagott i D dur

Fwv K:D19 \ Svit i D dur (försvunnen)

Fwv K:D20 \ Svit för 2 oboer & 2 fagotter i D dur

Fwv K:D21 \ Svit för 2 oboer & fagott i D dur

Fwv K:D22 \ Svit för 2 oboer & fagott i D dur

Fwv K:D23 \ Svit för 2 oboer & fagott i D dur

Fwv K:D24 \ Svit för 2 oboer & fagott i D dur

Fwv K:D25 \ Svit för 2 oboer & fagott i D dur

Fwv K:D26 \ Svit för 2 oboer & fagott i D dur

Fwv K:e 1 \ Svit för 2 flöjter, 2 oboer & fagott i E moll

Fwv K:e 2 \ Svit för 2 oboer & fagott i E moll

Fwv K:e 3 \ Svit för 2 oboer & fagott i E moll

Fwv K:Es1 \ Svit för 2 oboer & fagott i E flat dur

Fwv K:F 1 \ Svit för blåsarseptett i F dur

Fwv K:F 2 \ Svit i F dur (försvunnen)

Fwv K:F 3 \ Svit för 2 horn, 2 oboer & fagott i F dur

Fwv K:F 4 \ Svit för 2 horn, 2 oboer & fagott i F dur

Fwv K:F 5 \ Svit för 2 horn, 2 oboer & fagott i F dur

Fwv K:F 6 \ Svit för 2 flöjter, 2 oboer & fagott i F dur

Fwv K:F 7 \ Svit för 2 oboer & 2 fagotter i F dur * Modern edition i preparation by Kim Patrick Clow för Prima la musica! 

Fwv K:F 8 \ Svit för 2 oboer & fagott i F dur

Fwv K:F 9 \ Svit i F dur (försvunnen)

Fwv K:g 1 \ Svit för 2 oboer & fagott i G moll

Fwv K:G 1 \ Svit för violin & blåsarseptett i G dur

Fwv K:g 1a \ Svit för 2 flöjter & fagott i G moll

Fwv K:g 2 \ Svit för 3 oboer & fagott i G moll

Fwv K:G 2 \ Svit för violin & oboe concertante i G dur * Modern edition i preparation by Kim Patrick Clow för Prima la musica!

Fwv K:g 3 \ Svit för 2 oboer & 2 fagotter i G moll

Fwv K:G 3 \ Svit för blåsarseptett i G dur

Fwv K:g 4 \ Svit för 2 oboer & fagott i G moll

Fwv K:G 4 \ Svit för blåsarseptett i G dur

Fwv K:g 5 \ Svit för 2 oboer & fagott i G moll

Fwv K:G 5 \ Svit för 4 horn, 3 oboer & fagott i G dur

Fwv K:G 6 \ Svit i G dur (försvunnen)

Fwv K:g 6 \ Svit i G moll (försvunnen)

Fwv K:g 7 \ Svit för 2 oboer & fagott i G moll

Fwv K:G 7 \ Svit i G dur (försvunnen)

Fwv K:G 8 \ Svit för 3 flöjter & 2 fagotter i G dur * Modern edition i preparation by Hans-Heinrich Kriegel för Prima la musica! 

Fwv K:G 9 \ Svit för 2 oboer & 2 fagotter i G dur

Fwv K:G10 \ Svit för 2 flöjter, 2 oboer & fagott i G dur

Fwv K:G11 \ Svit för 2 flöjter, 2 oboer & fagott i G dur

Fwv K:G12 \ Svit för 2 flöjter, 2 oboer & fagott i G dur

Fwv K:G13 \ Svit för 2 oboer & fagott i G dur

Fwv K:G14 \ Svit för 2 flöjter, 2 oboer & fagott i G dur (försvunnen)

Fwv K:G15 \ Svit för 3 oboer & fagott i G dur

Fwv K:G16 \ Svit för 2 oboer & fagott i G dur * Modern edition i preparation by Kim Patrick Clow för Prima la musica! 

Fwv K:G17 \ Svit för 2 oboer & fagott i G dur

Fwv K:G18 \ Svit för 2 oboer & fagott i G dur

Fwv K:G19 \ Svit för 2 oboer & fagott i G dur

Fwv K:G20 \ Svit för 2 oboer & fagott i G dur

Fwv K:G21 \ Svit för 2 oboer & fagott i G dur

Fwv K:G22 \ Svit för 2 oboer & fagott i G dur (försvunnen)
Konserter

Fwv L:a 1 \ Oboekonsert i A moll

Fwv L:A 1 \ Violinkonsert i A dur

Fwv L:A 2 \ Violinkonsert i A dur

Fwv L:a 2 \ Violinkonsert i A moll

Fwv L:A 3 \ Violinkonsert i A dur

Fwv L:B 1 \ Konsert för chalumeau i B dur

Fwv L:B 2 \ Violinkonsert i B dur

Fwv L:B 3 \ Concerto grosso i B dur

Fwv L:B 4 \ Concerto grosso i B dur

Fwv L:c 1 \ Fagottkonsert i C moll

Fwv L:C 1 \ Oboekonsert i C dur

Fwv L:C 2 \ Fagottkonsert i C dur

Fwv L:c 2 \ Fagottkonsert i C moll

Fwv L:C 3 \ Konsert för flöjt, violin, fagott & b.c. i C dur

Fwv L:D 1 \ Konsert för trumpet & 2 oboer i D dur

Fwv L:d 1 \ Lute Konsert i D moll

Fwv L:d 2 \ Oboekonsert i D moll

Fwv L:D 2 \ Violinkonsert i D dur

Fwv L:d 3 \ Oboekonsert i D moll

Fwv L:D 3 \ Violinkonsert i D dur

Fwv L:d 4 \ Konsert för oboe och violin i D moll

Fwv L:D 4 \ Violinkonsert i D dur

Fwv L:D 4a \ Violinkonsert i D dur (Fwv L:D 4a)

Fwv L:d 5 \ Konsert i D moll (försvunnen)

Fwv L:D 5 \ Violinkonsert i D dur

Fwv L:d 6 \ Konsert för flöjt, violin, fagott & b.c. i D moll

Fwv L:D 6 \ Violinkonsert i D dur

Fwv L:d 7 \ Concerto grosso i D moll

Fwv L:D 7 \ Violinkonsert i D dur

Fwv L:D 8 \ Violinkonsert i D dur

Fwv L:D 9 \ Konsert för 2 flöjter i D dur

Fwv L:D10 \ Konsert för flöjt och oboe i D dur

Fwv L:D11 \ Konsert för flöjt och oboe i D dur

Fwv L:D12 \ Konsert i D dur (försvunnen)

Fwv L:D13 \ Konsert i D dur

Fwv L:D14 \ Concerto grosso i D dur

Fwv L:D15 \ Concerto grosso i D dur

Fwv L:D16 \ Concerto grosso i D dur

Fwv L:D17 \ Concerto grosso i D dur

Fwv L:D18 \ Concerto grosso i D dur

Fwv L:D19 \ Concerto grosso i D dur

Fwv L:D20 \ Concerto grosso i D dur

Fwv L:D21 \ Concerto grosso i D dur

Fwv L:D22 \ Concerto grosso i D dur

Fwv L:e 1 \ Konsert för flöjt och oboe i E moll

Fwv L:Es1 \ Concerto grosso i E flat dur

Fwv L:F 1 \ Konsert i F dur (försvunnen)

Fwv L:F 2 \ Violinkonsert i F dur

Fwv L:F 3 \ Concerto grosso i F dur

Fwv L:F 4 \ Concerto grosso i F dur

Fwv L:F 5 \ Concerto grosso i F dur

Fwv L:G 1 \ Konsert i G dur (försvunnen)

Fwv L:g 1 \ Oboekonsert i G moll

Fwv L:g 2 \ Konsert i G moll (försvunnen)

Fwv L:G 2 \ Oboekonsert i G dur

Fwv L:g 3 \ Konsert i G moll (försvunnen)

Fwv L:G 3 \ Oboekonsert i G dur

Fwv L:g 4 \ Konsert för 2 oboer i G moll

Fwv L:G 4 \ Violinkonsert i G dur

Fwv L:G 5 \ Violinkonsert i G dur

Fwv L:G 6 \ Violinkonsert i G dur

Fwv L:G 7 \ Violinkonsert i G dur

Fwv L:G 8 \ Konsert för flöjt och oboe i G dur

Fwv L:G 9 \ Konsert för 2 oboer i G dur

Fwv L:G10 \ Konsert för 2 oboer i G dur

Fwv L:G11 \ Concerto grosso i G dur

Fwv L:G12 \ Concerto grosso i G dur

Fwv L:G13 \ Concerto grosso i G dur

Fwv L:h 1 \ Konsert för flöjt och oboe i H moll

Fwv L:h 2 \ Konsert för flöjt och oboe i H moll
Symfonier

Fwv M:A 1 \ Symfoni i A dur

Fwv M:a 1 \ Symfoni i A moll

Fwv M:A 2 \ Symfoni i A dur

Fwv M:A 3 \ Symfoni i A dur

Fwv M:B 1 \ Symfoni i B dur

Fwv M:B 2 \ Symfoni i B dur

Fwv M:B 3 \ Symfoni i B dur

Fwv M:C 1 \ Symfoni i C dur

Fwv M:D 1 \ Symfoni i D dur

Fwv M:D 2 \ Symfoni i D dur

Fwv M:F 1 \ Symfoni i F dur

Fwv M:Fis \ Symfoni i Fiss dur

Fwv M:G 1 \ Symfoni i G dur

Fwv M:g 1 \ Symfoni i G moll

Fwv M:G 2 \ Symfoni i G dur

Fwv M:G 3 \ Symfoni i G dur

Fwv M:G 4 \ Symfoni i G dur

Fwv M:G 5 \ Symfoni i G dur

Fwv M:G 6 \ Symfoni i G dur
Kammarmusik

Fwv N:a 1 \ Trio för 2 violiner & generalbas i A moll

Fwv N:B 1 \ Kvartett för blockflöjt, oboe, violin & generalbas i B dur

Fwv N:B 2 \ Kvartett för 2 oboer, fagott & generalbas i B dur

Fwv N:B 3 \ Trio för 2 oboer & generalbas i B dur

Fwv N:C 1 \ Fagottsonat i C dur

Fwv N:c 1 \ Kvartett för 2 violiner, pasetel & generalbas i C moll

Fwv N:c 2 \ Trio för 2 violiner & generalbas i C moll

Fwv N:d 1 \ Kvartett för 2 oboer, fagott & generalbas i D moll

Fwv N:D 1 \ Kvartett för flöjt, violin, fagott & generalbas i D dur

Fwv N:d 2 \ Kvartett för 2 oboer, fagott & generalbas i D moll

Fwv N:D 2 \ Trio för flöjt, violin & generalbas i D dur

Fwv N:d 3 \ Kvartett för 2 violiner, viola & b.c. i D moll

Fwv N:D 3 \ Trio för flöjt, violin & generalbas i D dur

Fwv N:D 4 \ Trio för 2 violiner & generalbas i D dur

Fwv N:d 4 \ Trio för 2 violiner & generalbas i D moll

Fwv N:e 1 \ Trio för 2 oboer & generalbas i E moll

Fwv N:E 1 \ Trio för 2 violiner & generalbas i E dur

Fwv N:F 1 \ Kvartett för 2 oboer & 2 fagotter i F dur

Fwv N:F 2 \ Kvartett för 2 oboer, fagott & generalbas i F dur

Fwv N:F 3 \ Kvartett oboe, violin, horn & generalbas i F dur

Fwv N:F 4 \ Kvartett för oboe, violin, fagott & generalbas i F dur

Fwv N:F 5 \ Trio för blockflöjt, fagott & generalbas i F dur

Fwv N:F 6 \ Trio för 2 oboer & fagott i F dur

Fwv N:F 7 \ Trio för 2 violiner & generalbas i F dur

Fwv N:g 1 \ Kvartett för 2 oboer, fagott & generalbas i G moll

Fwv N:G 1 \ Kvartett för flöjt, 2 blockflöjter & generalbas i G dur

Fwv N:g 2 \ Trio för 2 oboer & generalbas i G moll

Fwv N:G 2 \ Trio för flöjt, violin & generalbas i G dur

Fwv N:G 3 \ Trio för flöjt, violin & generalbas i G dur

Fwv N:G 5 \ Trio för 2 violiner & generalbas i G dur

Fwv N:G 6 \ Trio för 2 violiner & generalbas i G dur
Doubtful authenticity

Fwv O:F 1 \ Fantasie i F dur
Arrangemang från kompositioner av andra kompositörer

Fwv Q:D 1 \ Symfoni i D dur efter Maximilian III